# Zgornja Polskava
Zgornja Polskava este o localitate din comuna Slovenska Bistrica, Slovenia, cu o populație de 1.126 de locuitori.